# Arcon
Pour les articles homonymes, voir Arcon (homonymie).
Arcon est une commune française située dans le département de la Loire en région Auvergne-Rhône-Alpes.

## Géographie

### Climat
Pour des articles plus généraux, voir Climat d'Auvergne-Rhône-Alpes et Climat de la Loire.
En 2010, le climat de la commune est de type climat des marges montargnardes, selon une étude du Centre national de la recherche scientifique s'appuyant sur une série de données couvrant la période 1971-2000. En 2020, Météo-France publie une typologie des climats de la France métropolitaine dans laquelle la commune est exposée à un climat de montagne ou de marges de montagne et est dans la région climatique Nord-est du Massif Central, caractérisée par une pluviométrie annuelle de 800 à 1 200 mm, bien répartie dans l’année.
Pour la période 1971-2000, la température annuelle moyenne est de 9,4 °C, avec une amplitude thermique annuelle de 15,7 °C. Le cumul annuel moyen de précipitations est de 1 110 mm, avec 12,9 jours de précipitations en janvier et 7,8 jours en juillet. Pour la période 1991-2020, la température moyenne annuelle observée sur la station météorologique de Météo-France la plus proche, « Roanne-Riorges_aéro », sur la commune de Saint-Léger-sur-Roanne à 9 km à vol d'oiseau, est de 11,8 °C et le cumul annuel moyen de précipitations est de 668,1 mm,. Pour l'avenir, les paramètres climatiques de la commune estimés pour 2050 selon différents scénarios d'émission de gaz à effet de serre sont consultables sur un site dédié publié par Météo-France en novembre 2022.

## Urbanisme

### Typologie
Au 1er janvier 2024, Arcon est catégorisée commune rurale à habitat très dispersé, selon la nouvelle grille communale de densité à sept niveaux définie par l'Insee en 2022.
Elle est située hors unité urbaine. Par ailleurs la commune fait partie de l'aire d'attraction de Roanne, dont elle est une commune de la couronne,. Cette aire, qui regroupe 88 communes, est catégorisée dans les aires de 50 000 à moins de 200 000 habitants,.

### Occupation des sols
L'occupation des sols de la commune, telle qu'elle ressort de la base de données européenne d’occupation biophysique des sols Corine Land Cover (CLC), est marquée par l'importance des forêts et milieux semi-naturels (77,8 % en 2018), une proportion sensiblement équivalente à celle de 1990 (77 %). La répartition détaillée en 2018 est la suivante : 
forêts (75,2 %), prairies (18 %), zones agricoles hétérogènes (4,2 %), milieux à végétation arbustive et/ou herbacée (2,6 %). L'évolution de l’occupation des sols de la commune et de ses infrastructures peut être observée sur les différentes représentations cartographiques du territoire : la carte de Cassini (XVIIIe siècle), la carte d'état-major (1820-1866) et les cartes ou photos aériennes de l'IGN pour la période actuelle (1950 à aujourd'hui).

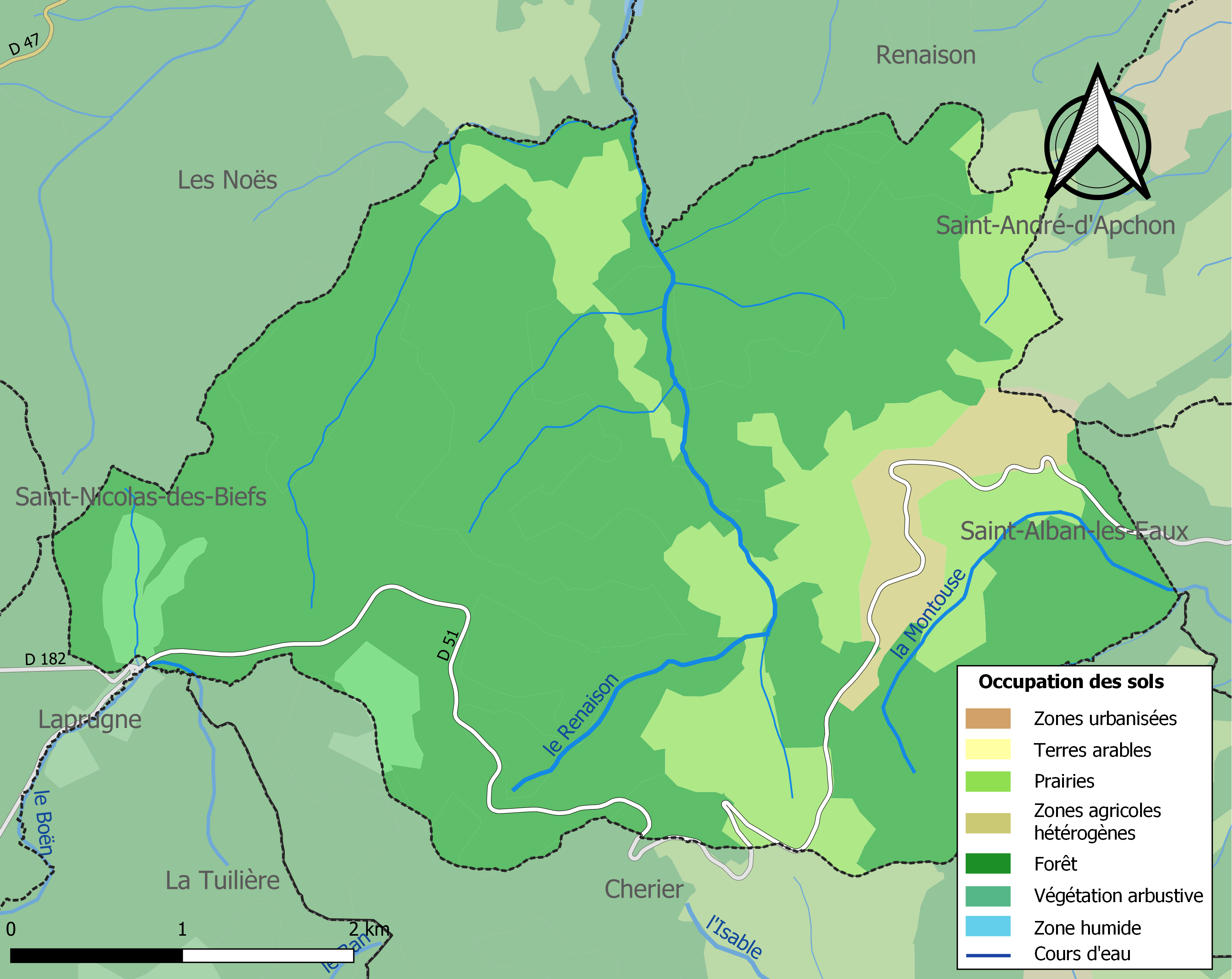
Carte des infrastructures et de l'occupation des sols de la commune en 2018 (CLC).

## Histoire
Depuis le 1er janvier 2013, la communauté de communes de la Côte roannaise dont faisait partie la commune s'est intégrée à la communauté d'agglomération Grand Roanne Agglomération.

## Politique et administration
| Période                                  | Période       | Identité           | Étiquette | Qualité                                                  |
| ---------------------------------------- | ------------- | ------------------ | --------- | -------------------------------------------------------- |
| Les données manquantes sont à compléter. |               |                    |           |                                                          |
| 26 janvier 1790                          |               | Claude Collet      |           |                                                          |
| 1793                                     |               | Claude Payre       |           |                                                          |
| 8 juin 1795                              |               | Charles Treille    |           |                                                          |
| 1800                                     |               | Antoine Laurent    |           |                                                          |
| 14 décembre 1810                         |               | Claude Collet      |           |                                                          |
| 28 décembre 1812                         |               | Antoine Bancillon  |           |                                                          |
| 25 février 1821                          |               | Gilbert Laurent    |           |                                                          |
| 23 janvier 1832                          |               | Claude Collet      |           |                                                          |
| 3 avril 1836                             |               | Philibert Laurent  |           |                                                          |
| 15 novembre 1840                         |               | Antoine Collet     |           |                                                          |
| 4 septembre 1843                         |               | Claude Desbenoit   |           |                                                          |
| 19 août 1865                             |               | Jacques Collet     |           |                                                          |
| 30 avril 1871                            |               | Jean Lachaud       |           |                                                          |
| 16 août 1874                             |               | Jean Collet        |           |                                                          |
| 12 octobre 1876                          |               | Jacques Paire      |           |                                                          |
| 18 mai 1884                              |               | Pierre Roffat      |           |                                                          |
| 20 mai 1888                              |               | François Grand     |           |                                                          |
| 31 mai 1900                              |               | Michel Dechavanne  |           |                                                          |
| 12 novembre 1905                         |               | Jean-Marie Collet  |           |                                                          |
| 12 mai 1915                              |               | François Prost     |           |                                                          |
| avril 1917                               |               | Antoine Forge      |           | Maire intérimaire pendant la guerre                      |
| décembre 1917                            |               | Jean-Marie Collet  |           |                                                          |
| 29 décembre 1919                         |               | Étienne Grand      |           |                                                          |
| 17 mai 1925                              |               | Jules Epinat       |           |                                                          |
| 19 mai 1929                              |               | Jean-Marie Meunier |           |                                                          |
| 19 février 1939                          |               | Joannès Epinat     |           |                                                          |
| octobre 1944                             |               | François Meunier   |           |                                                          |
| 27 mai 1945                              | mars 1959     | Claudius Detour    |           |                                                          |
| 22 mars 1959                             | décembre 1967 | Jean Epinat        |           |                                                          |
| 24 décembre 1967                         | mars 1983     | René Bourg         |           |                                                          |
| mars 1983                                | mars 2008     | Pierre Defond      |           | Agriculteur                                              |
| mars 2008                                | En cours      | Christian Laurent  |           | Technicien, Conseiller délégué de roannais agglomération |

## Démographie
Les habitants sont nommés les Arconais.

L'évolution du nombre d'habitants est connue à travers les recensements de la population effectués dans la commune depuis 1793. Pour les communes de moins de 10 000 habitants, une enquête de recensement portant sur toute la population est réalisée tous les cinq ans, les populations de référence des années intermédiaires étant quant à elles estimées par interpolation ou extrapolation. Pour la commune, le premier recensement exhaustif entrant dans le cadre du nouveau dispositif a été réalisé en 2008.

En 2022, la commune comptait 110 habitants, en évolution de +0,92 % par rapport à 2016 (Loire : +1,32 %, France hors Mayotte : +2,11 %).
| 1793 | 1800 | 1806 | 1821 | 1831 | 1836 | 1841 | 1846 | 1851 |
| ---- | ---- | ---- | ---- | ---- | ---- | ---- | ---- | ---- |
| 350  | 479  | 565  | 509  | 549  | 532  | 472  | 472  | 500  |

| 1856 | 1861 | 1866 | 1872 | 1876 | 1881 | 1886 | 1891 | 1896 |
| ---- | ---- | ---- | ---- | ---- | ---- | ---- | ---- | ---- |
| 494  | 502  | 469  | 449  | 425  | 459  | 476  | 510  | 508  |

| 1901 | 1906 | 1911 | 1921 | 1926 | 1931 | 1936 | 1946 | 1954 |
| ---- | ---- | ---- | ---- | ---- | ---- | ---- | ---- | ---- |
| 449  | 425  | 415  | 315  | 298  | 306  | 284  | 219  | 241  |

| 1962 | 1968 | 1975 | 1982 | 1990 | 1999 | 2006 | 2008 | 2013 |
| ---- | ---- | ---- | ---- | ---- | ---- | ---- | ---- | ---- |
| 227  | 238  | 170  | 148  | 135  | 107  | 103  | 102  | 108  |

| 2018 | 2022 | - | - | - | - | - | - | - |
| ---- | ---- | - | - | - | - | - | - | - |
| 108  | 110  | - | - | - | - | - | - | - |

## Culture locale et patrimoine

### Lieux et monuments
- Arboretum des Grands-Murcins
- Monument en hommage aux 22 victimes des SS du 22 juillet 1944 au Gué de la Chaux. Sculpteur : Alphonse Berg (1905-1972).
- Église Saint-Gilles d'Arcon.